# Museo del Juguete de Cataluña
El Museo del Juguete de Cataluña se encuentra en el «Hotel París» (antigua casa solariega del Barón de Terrades, del año 1767) en la Rambla de Figueras. (provincia de Gerona, Cataluña, España).
Se inauguró en el año 1982 y, entre las 4.000 piezas expuestas de una colección de más de 15.000 juegos y juguetes, se pueden ver los que habían pertenecido a personalidades como Joan Brossa, Quim Monzó, Ernest Lluch, Salvador Puig Antich, Terenci Moix, etc. También se puede visitar un espacio dedicado a los veinte primeros años de Salvador Dalí con sus juguetes, postales en movimiento y fotografías del álbum familiar. El recorrido se acompaña con la música de Pascal Comelade y de Erik Satie.
El Museo del Juguete de Cataluña propone un viaje por la historia del juguete industrial en Cataluña. Juegos de vuestra infancia, o la de generaciones pasadas: teatrines, caballos de cartón, cocinas, pelotas, muñecas, peonzas, juguetes de hojalata con cuerda, aviones, coches, trenes, triciclos, juegos de construcción, ositos, juegos de la oca, circos, marionetas, robots, y muchos otros compañeros añorados de los apasionantes e imaginativos momentos de juegos de la infancia.
El Museo del Juguete de Cataluña ha recibido, entre otros, el premio Nacional de Cultura Popular concedido por la Generalidad de Cataluña en 1999 y la Cruz de Sant Jordi en 2007.

## Recorrido por el museo

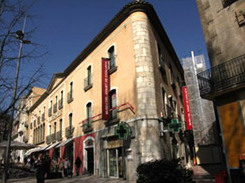
Vista de la fachada del museo, situado en el Hotel París de Figueras.

### Capítulos «Jugar en la antigüedad» y «Aleluyas de los niños»
El juego es una actividad presente a lo largo de los siglos y de las civilizaciones, por antiguas que sean. Los primeros datos sobre juegos proceden del antiguo Egipto (3100 a. C.) y de Babilonia (2600 a. C.), donde, en sendas excavaciones arqueológicas, se han encontrado los juegos de tablero Senet y Ur, respectivamente. Tanto uno como otro eran juegos muy populares y preciados, encontrados en muchas sepulturas, incluso las reales en el caso del Ur. 
En el año 1000 a. C. ya se hacían volar cometas por el cielo de Oriente, aunque sus orígenes pueden ser más antiguos.
Las antiguas civilizaciones grecorromanas también crearon juegos y juguetes, muchos de los cuales han perdurado hasta hoy en día: yoyós, pelotas, peonzas, bolas, muñecas, dados, figuras de animales, etc. En las excavaciones de Ampurias y Tarragona se han encontrado varios de estos objetos realizados con huesos, arcilla, marfil, cristal, plomo y piedras. Divertimentos de infancia, juegos de habilidad y fuerza, pasatiempos de azar o de estrategia (muchos de estos, practicados por adultos) eran la expresión de una actividad lúdica o de una rivalidad atlética. Se vinculaban estrechamente a las diferentes facetas de la actividad humana, incluso con un carácter religioso, festivo y funerario (las muñecas, por ejemplo, se solían introducir en las tumbas infantiles).

### Capítulos «Jugar al aire libre», «Viajar» y «Animales»
Los juguetes que se pueden ver en esta sala, que incluye los capítulos "Jugar al aire libre", "Viajar" y "Animales", son muy diferentes entre ellos, pero podrían caracterizarse por fomentar el movimiento. Un elemento común en muchos de los juguetes que forman estos tres capítulos es la rueda.
En la vitrina “Jugar al aire libre”, encontramos los llamados artículos de deporte: bicicletas, triciclos, patinetes, aros, cuerdas, patines, objetos para jugar en la playa, peonzas, bolos, etc. Son juguetes que fomentan la actividad física y el disfrute, especialmente al aire libre.
En la vitrina “Viajar”, el movimiento viene determinado por los propios juguetes, que son reproducciones de medios de transporte de todo tipo, construidos con materiales diversos: trenes eléctricos, coches de diferentes características, carrozas de caballos, aviones, zepelines, motos, barcos, tranvías, etc.
Finalmente, en la vitrina “Animales”, encontramos juguetes que representan animales: ocas, gatos, caballos, elefantes, etc. La mayoría de estos juguetes están hechos con cartón o madera pintada, tienen ruedas para poder arrastrarlos o funcionan como un balancín. Es interesante comparar estas piezas con el perro de arrastre de plástico fabricado por AmbiToys en Ámsterdam en el año 1995, que mueve la cola y las orejas por el movimiento que resulta de arrastrarlo.

### Capítulos «Dominus Vobiscum» y «Vida de familia»
En el museo se exponen una serie de juguetes que podríamos definir como simbólicos, es decir, aquellos que permiten al niño imitar el mundo del adulto a través de la representación mental de roles sociales y objetos ficticios que reproducen la realidad de forma más o menos fiel según la época. A través del juego y del juguete, el niño asimila una gran cantidad de información referente a la vida del adulto.
En este ámbito, encontramos juguetes religiosos como iglesias, altares con sus elementos que le dan sentido, figuritas que componen procesiones y algunas casullas. A principios del siglo XX, en Cataluña era habitual que los niños jugasen a hacer de curas, tal y como se puede comprobar con las diversas fotografías que acompañan las piezas. Los niños y niñas jugaban a bautizar a los muñecos, a celebrar misa o a llevar el viático. Con la proclamación de la República, en el año 1931, este juego desapareció.
En este ámbito, también se pueden ver muñecas de diferentes épocas y materiales, desde las pepas, las típicas muñecas catalanas hechas de cartón, hasta las muñecas de cera, porcelana y fieltro, así como la primera Barbie, ya de plástico, que data de 1959. Tradicionalmente, la muñeca ha desempeñado la función social de preparar a las niñas para el papel que se les asignaba ya de muy pequeñas: el cuidado de los hijos y de la casa. El mundo doméstico también se ve representado con las cocinitas, los juegos de te, la comida en miniatura de las casas de muñecas y los utensilios como planchas y máquinas de coser.

### Capítulos «Mundo del espectáculo», «Ilusiones ópticas» y «Magia e ilusionismo»
Hay juegos y juguetes que alteran y confunden nuestra percepción visual; otros amplían nuestra capacidad interpretativa. Aprendemos así que no todo lo que vemos es real ni toda forma es como la percibimos, y eso contradice el sentido común más elemental. Realidad y ficción se confunden y todo parece posible.
En este ámbito destacan los elementos que nos crean ilusiones ópticas: figuras y juegos que engañan a nuestros ojos y estimulan nuestro cerebro, divirtiéndonos, como el anamorfoscopio, donde un espejo cilíndrico nos devuelve a las proporciones reales una imagen deformada; o el zoótropo, antecedente del cine, así como proyectores de diferente formato donde el movimiento es la clave.
También hay objetos y juguetes que permiten explorar la creatividad y la interpretación: sombras chinas, circos y, en especial, teatrines (principalmente los de Palouzíe y Seix i Barral), marionetas, títeres y polichinelas, que representan personajes como el demonio, el lobo, el campesino o el pastorcito, con los que se escenifican historias sencillas que entroncan con la tradición popular catalana y donde no falta la personificación del bien y del mal.
Así mismo, hay varios juegos de magia y de ilusionismo. Unos son de carácter profesional y otros son para jugar. Estos últimos son piezas para hacer trucos con los que se quería sorprender y a la vez entretener simulando los populares espectáculos que se presentaban en las variedades del teatro o del circo.

### Capítulo «Meccano»
Meccano es probablemente, el juguete más innovador de principios del siglo XX. La aparición de este juego de construcción ponía la ingeniería al alcance de todos los niños y adolescentes. Una de las características de este juguete es que se podía hacer más complejo a medida que el niño crecía. Se podía empezar con una caja más o menos pequeña y económica, y ampliarlo con cajas complementarias hasta obtener construcciones sofisticadas donde, además de tiras, placas y soportes, intervenían poleas, ruedas, motores y ejes.
No es extraño, pues, que Meccano causara sensación también entre los adultos que empezaban a preocuparse por la función educativa de los juguetes, en línea con el nuevo modelo pedagógico de principios del siglo XX.
Meccano, fabricado en 1901 en Liverpool (Inglaterra) por Hornby Trains, se empezó a exportar rápidamente por todo el mundo. Su creador, Frank Hornby (1863-1936), había solicitado una patente en 1901 para producir su invento con el nombre de Mechanics Made Easy (Mecánica hecha fácil), que se convertiría en Meccano en 1907. En Cataluña, el fabricante Palouzíe consiguió la representación para la península ibérica en 1919 y, junto con Novedades Poch, lo fabricó en Barcelona a partir de la década de 1930.

### Capítulos «Juegos de mesa», «Juegos de sociedad», «Juego de la oca» y «Rompecabezas»
El juego puede ser un acto ritual, una acción simbólica, una competición pacífica, un desafío para el intelecto y el carácter, una actividad recreativa o un simple pasatiempo. Los juegos se caracterizan por un importante aspecto lúdico y muchos incluyen, además, un contenido educativo e incluso moralizante. Esto se ve reflejado en los juegos llamados de sociedad. A finales del siglo XIX, Francisco Schmidt escribió un libro sobre estos juegos (Juegos de sociedad: colección de juegos de prendas penitencias, juegos de salón, adivinanzas, homónimos refranes y juegos al aire libre), en que aseguraba: «Estos juegos se han creado para distraer y colaborar a difundir la urbanidad y las buenas maneras, para proporcionar ocasiones de exhibir las facultades espirituales y humorísticas, y el conocimiento de las galanterías y de la caballerosidad».
Los días de fiesta y de vacaciones, las comidas familiares con largas sobremesas o los días de lluvia son buenas ocasiones para jugar una partida. Pero por muy placentero que sea un juego, el objetivo es ganar, sea contra uno o más adversarios, o incluso contra uno mismo. La inteligencia, la sabiduría y la habilidad del jugador se pone al servicio del objetivo. Por este motivo, completar un rompecabezas puede convertirse en todo un desafío.

### Capítulo «Los veinte primeros años de Salvador Dalí»
En el museo hay también un espacio dedicado a la infancia y adolescencia del figuerense seguramente más internacional, el pintor Salvador Dalí Domènech (1904-1989). Se trata de una crónica con imágenes que engloba los veinte primeros años del joven Dalí, con referencias a los padres, al hermano y a la hermana, a Salvador, a la familia, a los estudios y a las primeras exposiciones y colaboraciones editoriales. Es también una evocación de Figueras y de Cadaqués, un recuerdo de la ciudad y del paisaje marinero de aquellos años.
A principio del siglo XX, tanto en Figueras como en Cadaqués, Salvador Dalí Cusí, padre del pintor, era un personaje conocido, de carácter fuerte y extravagante. Era el notario de Figueras. En sus primeros años, el genio ampurdanés solo era Salvador, el hijo del notario. Aunque la familia de Salvador nunca hizo ningún álbum fotográfico, les gustaba retratarse, y es por este motivo que se conservan tantas imágenes del periodo 1900-1928. Las fotografías provienen de diversos archivos de la familia Dalí y de la familia Domènech, así como de algunas amistades de su círculo más íntimo.

### Capítulos «Movimiento mágico» e «Intergalácticos»
Si observamos los juguetes que integran los capítulos “Movimiento mágico” e “Intergalácticos”, podemos apreciar dos grandes diferencias: el material con el que están hechos y su funcionamiento. Mientras que los juguetes del “Movimiento mágico” son principalmente de hojalata litografiada y se mueven con cuerda, los “Intergalácticos” son esencialmente de plástico y funcionan con pilas.
La evolución del juguete va intrínsecamente ligada al desarrollo de los materiales de producción. En Cataluña, las industrias dedicadas a la fabricación de juguetes aparecieron a finales del siglo XIX y principios del XX. Para su producción, utilizaban materiales tradicionales de aquel momento: madera, tejido, cartón, cuero, porcelana, papel, hojalata pintada o litografiada, plomo, goma, barro, vidrio... Más adelante se incorporaron nuevos materiales como la baquelita, el amberol, el celuloide y el plexiglás.
A principios de 1950 el plástico empezó a utilizarse de forma masiva en la industria del juguete. Al ser un material maleable permitía fabricar juguetes de tamaños y formas muy diferentes y las empresas del sector vieron un gran potencial.
El funcionamiento de los juguetes evolucionó de forma paralela. Pasaron de ser simples arrastres tirados con un cordel, a incluir mecanismos con un muelle y una llave para darles cuerda con el objetivo de ponerlos en movimiento. Así mismo, el uso de contrapesos se substituyó por las pilas alcalinas o pequeñas baterías.

### Capítulo «Maqueta ferroviaria de Andreu Costa Pedro»
A finales del siglo XIX, aparecieron juguetes ingeniosos con tecnologías innovadoras. Así surgieron los trenes en miniatura que, con los años, evolucionaron hacia el maquetismo y el modelismo ferroviario. Grandes fabricantes como Märklin, Hornby, HAG, Fleischmann, etc., así como numerosos artesanos, contribuyeron a diversificar la producción de reproducciones a escala reducida de modelos específicos de la vida real.
El modelismo ferroviario fue una de las grandes aficiones de Andreu Costa Pedro, constructor de esta maqueta de grandes dimensiones (7,5 × 4 m), realizada entre 1994 y 2013, y que fue donada al museo por su hija una vez fallecido su padre.
En la década de 1960, con el deseo de satisfacer la petición a los Reyes Magos de Oriente incumplida año tras año, Andreu Costa compró una máquina de tren de escala H0, unos vagones y unas vías. Construyó la primera maqueta en 1964. Diez años más tarde, con más espacio en casa, realizó una segunda. Desde 1994, ya jubilado, realizó una tercera, expuesta en el museo. Además de crear el circuito y la parte eléctrica de las maquetas, Andreu Costa también pasaba tiempo decorándolas (montañas, puentes, lagos, etc.) para aportarles más realismo y detallismo.

### Capítulo «La colección de colecciones de Guy Selz»
Estas piezas provienen de la generosa donación que Philippe y Dorothée Selz hicieron al museo de la colección que sus padres, Françoise y Guy Selz, reunieron durante cincuenta años (1925-1976), y que ellos mismos fueron complementando: papeles rizados, cruces, exvotos, muñecas, animales, máscaras, soldados de plomo, imágenes populares, cuadros de cromos, etc. Así se cumplía la máxima expresada por quien fue el conservador jefe del Museo de las Artes Decorativas de París, François Mathey: «Incluso la colección más secreta acaba, fatalmente, tarde o temprano, en un museo. Es bueno que el museo se enriquezca, a su vez, con todo aquello que había descuidado o ignorado».
De joven, Guy Selz se interesó por la creatividad y el arte popular, lo que le llevó a coleccionar objetos insólitos, sorprendentes o cautivadores, sin jerarquías ni fronteras entre los géneros y las artes.
Este espíritu se reflejaba también cuando invitaba amigos a su casa. Tanto en Ibiza, donde regentó un bar entre 1933 y 1936, como en París, donde fue crítico cultural de Elle, revista de la que también fue secretario general, estableció auténticas amistades entre la gente de la cultura: Jacques Prévert, Walter Benjamin, Gisèle Freund, André Breton, Ionescu, Rafael Alberti, Jean-Paul Sartre, Agnès Varda, Juliette Greco, Alexander Calder, Foujita y los artistas catalanes residentes en París Rabascall, Xifra, Miralda, Benet Rossell, etc.

## Objetos destacados
- Panadero. Los griegos concibieron el juego infantil como una imitación de las ocupaciones de los adultos y como preparación de los niños para su futuro. En 2010 se encontró, en la necrópolis del sur de la ciudad griega de Emporion, una figurita de los siglos V-IV a. C. que aludía a un oficio. El panadero, sentado en un taburete, sujeta con la mano derecha una pala circular que contiene cinco panecillos redondos y una barra. En la figura se aprecian las facciones de la cara: ojos, nariz, boca. Esta figurita, habitual en la época griega, fue hallada en una tumba infantil.[12]
- Sonajero. El sonajero o cascabelero era el primer juguete de verdad que recibía el bebé griego o romano. Hecho de terracota o de metal, dentro contenía pequeños granos, piedrecitas o monedas destinados a producir un sonido derivado del movimiento para distraer y llamar la atención del bebé o para calmarlo. También se le ha atribuido un sentido más sagrado, ya que parece que habría servido igualmente para alejar los malos espíritus, con una función de talismán o amuleto. La forma de estos objetos podía variar. Algunos tenían forma de animal mientras que otros, como este, estaban formados por dos discos juntos.[13]
- Aleluya de los juegos de los niños. Muchos de los juegos con los que los niños se distraían en el siglo XIX (y quizá hoy algunos niños todavía lo hagan) eran heredados de la antigüedad. Algunos, como el tres en raya (número 45), fueron especialmente populares durante la Edad Media. En esta aleluya destacan algunos juegos como la peonza (números 6 y 9), las canicas (número 21) y los soldados (número 29). El etnólogo y folclorista Joan Amades estudió esta aleluya catalana (auca) y señaló que en los juegos infantiles pervivían «los restos y el trasfondo de varias ceremonias y usos rituales de las liturgias primarias».[14]
- Bugat I-970. El coche Bugat, de hojalata litografiada, fabricado por Payá Hermanos en 1930, causó furor entre los niños de la época y es el juguete más importante fabricado por esta industria de Ibi (Alicante), así como una pieza codiciada por numerosos coleccionistas. Payá lo fabricó inspirándose en el mítico Bugatti T35, ganador de más de 2.000 carreras y uno de los coches más famosos de la historia de los vehículos deportivos. Payá se mantuvo lo más fiel posible al coche original, pero lo comercializó como Bugat I-970 porque no contaba con la autorización de la empresa alsaciana para venderlo con el nombre de Bugatti.[15]
- Los patines de Quim Monzó. Estos patines, hechos con hierro, madera, cuero y goma, se caracterizaban por ser extensibles, de forma que la base se podía alargar a medida que el pie de su propietario crecía. El museo expone los que habían pertenecido al escritor Quim Monzó. Dicho autor nos recuerda que se los regalaron cuando tenía unos cuatro años y los utilizó hasta que cumplió los catorce. Según explica él mismo, en el momento de dar los patines al museo se dio cuenta, viendo el desgaste de la goma delantera, que nunca aprendió a frenar con el pie izquierdo.[16]
- Gato de cartón con ruedas. Este gato de cartón, de ojos enormes, es una creación de Antoni Penas Sardà, realizado en el año 1930. A principios del siglo XX, el caballo de cartón con ruedas, así como las diferentes variantes de animales, se convirtió en un juguete muy popular en Cataluña. Penas fundó su empresa en 1892 y se especializó en la fabricación industrial de figuras de cartón. Hasta ese momento, la producción de estos juguetes se hacía a pequeña escala y tenía un carácter fundamentalmente doméstico y artesanal.[17]
- Pepa Catalana. La muñeca es y ha sido uno de los juguetes más presentes en todas las épocas y culturas. En Cataluña, una de las más conocidas fue la Pepa Catalana. Fabricada a finales del siglo XIX con cartón pintado, esta muñeca tenía las piernas y los brazos articulados, llevaba un sencillo vestido de tela y se caracterizaba por llevar zapatos de tacón. La Pepa Catalana se fabricaba en distintos tamaños, desde unos quince centímetros hasta un metro de alto; esto hacía variar el precio de venta. El hecho de que esta muñeca fuese asequible para todos los bolsillos la hizo muy popular.[18]
- Procesión de estaño. La procesión, fabricada en estaño por el fundidor y grabador alemán Ernst Heinrichsen, data de 1880. Su empresa fue una de las principales especializadas en este sector entre 1839 y 1945. La expansión del juguete de plomo y estaño se produjo en los siglos XVIII y XIX. El metal se fundía en unos moldes, normalmente de piedra negra, que les confería la forma plana o el volumen en función de la profundidad del grabado del molde. Aparte de los soldaditos de plomo, los fundidores fabricaron una amplia gama de mobiliario, vehículos y escenas, que representaban aspectos cotidianos y culturales de muchos pueblos.[19]
- “El Teatro de los Niños” de Seix i Barral. En 1915, la editorial Seix i Barral sacó al mercado lo que sería el teatro de juguete más popular y con una importante vertiente educativa: el Teatro de los Niños. Este teatrino, modelo CC, obtuvo el premio de honor concedido por el Fomento de las Artes Decorativas en la III Exposición de Juguetes celebrada en Barcelona en 1917. Seix i Barral publicó hasta 27 obras, como La fierecilla domada o La ciencia más que el poder, donde además del librito de la función se adjuntaban los personajes y los decorados pertinentes.[20]
- Zoótropo. El zoótropo, inventado por W. G. Horner en 1834, fue introducido en Cataluña en 1897, por la casa Borràs de Mataró, con piezas como esta. Destacan también los zoótropos fabricados por Rais, de la villa de Gràcia. Este juguete óptico consiste en un cilindro de metal o de cartón, con varias ranuras verticales a través de las cuales hay que mirar. En el interior, se añade una banda que es intercambiable, con una serie de dibujos que representan las diversas fases de un movimiento o acción. Cuando se hace girar el aparato con la mano, se crea la ilusión del movimiento.[21]
- El pequeño prestidigitador, de Joan Brossa. El poeta, dramaturgo y artista plástico catalán Joan Brossa (1919-1998) siempre sintió gran predilección por el mundo del juguete, y especial fascinación por la magia, la prestidigitación, el ilusionismo y el transformismo. De ahí quizá su relación de amistad y colaboración con el museo. Brossa donó al museo muchos de los juguetes que coleccionó a lo largo de su vida. En palabras suyas: «La vida sigue su curso. Sube y baja, ordena y desordena los esfuerzos. A veces es ventana, a veces es espejo. Juegos, magia, teatro, cine y poesía forman parte de esta ilusión tan necesaria que es el arte».[22]
- Torre Eiffel de Meccano. En la entrada del museo destaca la construcción de la torre Eiffel que realizaron con piezas de Meccano, en 1932, los representantes de la marca inglesa en la península ibérica, Palouzíe y Novedades Poch. Se invirtieron 9.832 piezas, 8.623 tornillos y muchísimas horas de trabajo. Es fácil hacer un paralelismo entre el juguete y la torre. Ambos son muy representativos de su época: la auténtica torre Eiffel, erigida en París con motivo de la Exposición Universal de 1889, era símbolo de modernidad y un hito en la construcción en hierro, mientras que Meccano, creado en Liverpool en 1901, destacaba en innovación y como emblema del juguete educativo.[23]
- Expositor de piezas de Meccano. Meccano se vendía en cajas que contenían un equipo de varias piezas que permitían realizar diferentes construcciones (grúas, automóviles, edificios, relojes, puentes). Con el equipo número 7, por ejemplo, se podían construir hasta 899 modelos diferentes. Existía la posibilidad, no obstante, de comprar piezas sueltas para ampliar el equipo o reponer piezas. El mueble expositor, del año 1930, procedente de la tienda de juguetes Le Paquebot Normandie de París, mostraba las piezas de Meccano que se vendían sueltas. Por este motivo, la parte delantera es una vitrina con los diferentes modelos de piezas expuestos, mientras que en la parte posterior había cinco cajones donde se guardaban las existencias.[24]
- Grand Jeu de l’Oie. Al Juego de la oca gana quien acaba antes el recorrido por las sesenta y tres casillas. El azar de los dados dicta la fortuna del jugador. Por eso hay quien asimila este juego a la aventura de la vida. El origen de este juego es incierto, aunque se considera que, basándose en los juegos practicados en Oriente Medio y Asia, se habría creado en Italia hacia 1580. Poco después de su invención, el duque de Toscana, Francisco I de Médici, lo ofreció al rey de España Felipe II. A finales del siglo XVI y principios del XVII, se imprimieron o registraron diferentes versiones del juego en Londres y Lyon.[25]
- Rompecabezas. La cuadratura perfecta del cuadrado. El razonamiento lógico, base de las matemáticas, forma parte de la resolución de los rompecabezas. Algunos contienen una formulación geométrica, como la cuadratura perfecta de un cuadrado, que consiste en llenar el cuadrado con recuadros más pequeños, todos de medidas distintas. En 1978, el holandés A. J. W. Duijvestijn descubrió la cuadratura más pequeña que puede existir: un cuadrado de 112 × 112 compuesto por 21 cuadrados. El museo posee un fondo considerable de rompecabezas fabricados en madera, plástico, cartón, metal y cristal, ampliado gracias a la donación que hizo el ingeniero Francesc Castanyer Figueras de su colección.[26]
- El osito de peluche de los hermanos Dalí. En 1910, los padres de Dalí viajaron a París, de donde trajeron para sus dos hijos este osito de peluche, que desde ese momento se convirtió en un compañero de juegos inseparable de Anna María, Salvador y, por ende, del resto de la familia. Años después, Federico García Lorca visitó el Ampurdán invitado por su amigo Dalí. El poeta conoció al osito, al que bautizó como Don Osito Marquina, por su parecido con el dramaturgo Eduardo Marquina. De vuelta a Granada, Lorca escribió al osito varias cartas. El museo conserva y exhibe dos de estas cartas manuscritas. Don Osito Marquina ocupó un lugar de privilegio en la amistad entre Lorca y los Dalí.[27]
- El disfraz de Salvador Dalí. En esta fotografía de estudio, Salvador Dalí solo tenía dos o tres años. Aparece disfrazado de rica campesina catalana. Aunque no se conoce bien el motivo, era habitual que los niños se vistieran con ropa de niña. El carnaval es el momento de disfrazarse, de aparentar que somos otra persona. Pero siempre hay unos disfraces típicos según las épocas, las modas y los temas de actualidad. Desde principios hasta mediados del siglo XX, una de estas indumentarias recurrentes era la de campesino y campesina.[28]
- Charlot de Schuco. Charles Chaplin fue inmortalizado por Schuco, empresa alemana fundada en 1912 y referente mundial principalmente por sus vehículos de coleccionismo. Este juguete, de tela, fieltro y hojalata pintada, fabricado en 1925, se acciona dándole cuerda. El mecanismo hace que tanto Chaplin como el bastón que lleva en la mano giren al mismo tiempo. Entre 1920 y 1940, era habitual que los personajes cinematográficos más populares aparecieran en una pieza de juguete. Chaplin, Groucho Marx y Shirley Temple son un ejemplo.[29]
- La ciencia ficción de juguete. A partir de 1950, y principalmente entre 1960 y 1990, los avances de la ciencia y de la técnica, la exploración del espacio por parte de los Estados Unidos y la Unión Soviética, así como la apuesta de la industria audiovisual (cine, televisión y cómic) por el género de ciencia ficción, hicieron que la industria del juguete reflejara todo ese mundo. Astronautas, robots, platos voladores, aeronaves... cautivaban la atención de los niños en un juego de aventura y fantasía. Este robot, hecho de plástico y fabricado por Lemssa en 1965, es un buen ejemplo.[30]
- Locomotora eléctrica HAG ref. núm. 181. HAG, fabricante suizo de trenes en miniatura reputado por unos modelos robustos y preciados por los coleccionistas, se especializó en modelos de trenes suizos a escala H0 (la escala más extendida y que corresponde a 1/87, con un ancho de vía de 16,5 mm). Esta locomotora eléctrica, de 1989, es un ejemplo de ello. Imita a la perfección las Re 4/4 (núm. 162) de la empresa operadora de la infraestructura ferroviaria suiza BLS (Bern-Lötschberg-Simplon), línea que conecta Italia con Suiza. La locomotora Re 4/4, en servicio desde 1964, arrastraba tanto trenes exprés como mercancías pesadas, y podía circular a una velocidad máxima de 140 km/h.[31]
- Locomotora diésel eléctrica Märklin ref. núm. 3066. Con el modelo 3066, el fabricante alemán de trenes en miniatura Märklin, fundado en 1859, reprodujo la locomotora diésel de la serie 204 (originalmente, 202) de la SNCB (Sociedad Nacional de los Ferrocarriles Belgas). La verdadera locomotora había sido construida por la empresa AFB bajo licencia de la sueca NoHAB, subsidiaria a su vez de General Motors. Estas locomotoras, construidas desde 1955, alcanzaban los 140 km/h. Los ferroviarios las llamaban gros nez (nariz grande) por su aspecto frontal. SNCB las destinó a los trayectos internacionales de viajeros y mercancías ligeras entre Colonia y París, y estuvieron operativas hasta la década del 2000.[32]
- Locomotora de vapor Märklin ref. núm. 3093. La alemana Märklin, de prestigio internacional en el ámbito del modelismo ferroviario, fabricó la miniatura (escala H0, que corresponde a 1/87, con un ancho de vía de 16,5 mm) de la locomotora de vapor núm. BR 18 478 perteneciente a la empresa alemana Deutsches Bahn. Estas locomotoras, que pesaban 149 toneladas y podían llegar a los 130 km/h, fueron utilizadas para trenes exprés. La sociedad Maffei, de Múnich, fue la encargada de fabricar la locomotora entre 1918 y 1930. Años más tarde, la compañía española MZA adquirió cuatro unidades de estas locomotoras después de que las adaptaran al ancho de vía ibérico.[33]
- Pareja de esqueletos mexicanos para Todos los Santos. Este juguete cadavérico, hecho con terracota en Oaxaca hacia 1960, forma parte del Día de los Muertos (1 o 2 de noviembre), celebración tanto religiosa como tradicional y una de las fiestas más antiguas y típicas del pueblo mexicano. Es resultado de la fusión entre los ritos basados en las creencias indígenas y las fiestas católicas introducidas por los europeos especialmente a partir de 1521. Entre las diversas guarniciones y ofrendas que ambientan la fiesta, encontramos figuras que son esqueletos, así como elementos funerarios elaborados en madera, papel, azúcar, cartón, barro, yeso y tela por artistas y artesanos populares mexicanos.[34]
- Los muñecos eróticos de Mme. Zka. En 1962, Guy Selz publicó en La Brèche, revista dirigida por su amigo André Breton, un artículo sobre la señora Zka y sus muñecos de tejido, que Selz pudo obtener a través del pintor y coleccionista de arte marginal (Art Brut) Jean Dubuffet. Hacía quince años que la señora Zka vivía recluida en su propio mundo, en una habitación pequeña y blanca de un hospital psiquiátrico, donde pasaba el tiempo cosiendo. El detallismo y la perfección de los muñecos, así como su alusión sexual, lo fascinaron. En el artículo, Selz hace notar lo extraño y sorprendente que puede ser el resultado de unos trozos de tela en manos de una «loca» y de unas parcelas de recuerdos trabajados con minuciosidad.[35]
- Pez japonés de madera. Japón presenta gran variedad de juguetes construidos con materiales que varían según la región: arcilla en las áreas de cultivo de arroz, papel cerca de las grandes ciudades y madera en las zonas boscosas del norte. Los juguetes artesanales, como este pez, suelen realizarse en talleres familiares. El tipo de producción hace que los peces sean imperfectos: las formas no son depuradas y los colores parecen poco lucidos. Esta imperfección es la que hace que el juguete sea único, al contrario que los que se obtienen mediante la producción industrial. En este pez destaca el sello del artesano; los ideogramas indican su nombre.[36]
- Toro amarillo y azul. Guy Selz obtuvo este toro en el marco de una exposición con venta de arte popular mexicano que la UNESCO organizó hacia 1960. Sus hijos, Dorothée y Philippe, detallan que acudió para cubrir el acontecimiento para el magacín Elle. Esta pieza llamó tanto su atención que el comisario de la exposición le aseguró que sería para él. André Malraux, ministro de Cultura de la época, inauguró la exposición y, maravillado ante el toro, también lo quería. El comisario objetó que ya la había apalabrado con el periodista, lo que parece que disgustó a Malraux.[37]